# Antoni Ferrer Carné

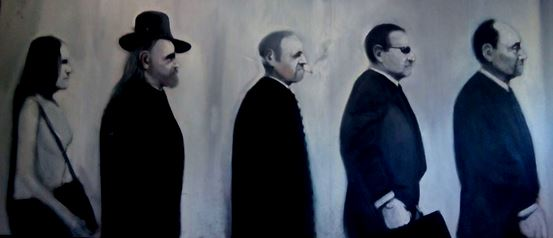
Última pintura Antoni Ferrer Carné, any 2009

Antoni Ferrer Carné (Manresa, 1957 - 2009) va ser un pintor català autodidacta encuadrat en el moviment hiperrealista.

## Biografia
Ferrer Carné dotava les seves obres de gran sentiment, destacant els rostres i les figures humanes que les posseïa d'una gran força interna amb, gairebé sempre, sensació de patiment i dolor.
Pintor controvertit, molt conegut i reconegut per tot el món artístic, va saber transmetre la seva moguda vida plasmant el seu immens talent sobre teles, fustes, retalls de paper, estovalles i tovallons de bars, que tant sovint freqüentava, i en tants altres invents que havia d'anar improvisant per poder expressar la seva vida i tanmateix poder sobreviure gràcies al seu talent. Va morir l'any 2009 després d'haver tingut una trajectòria a l'abast de pocs artistes. Just en el moment de la seva defunció estava preparant un gran projecte per exposar a Nova York. Va guanyar nombrosos premis i va exposar en les galeries més importants del país. Tot i no poder gaudir en vida del seu prestigi, actualment és un artista molt valorat i admirat arreu del món, i les seves escasses obres són fruit de grans elogis per tot el cercle artístic internacional.

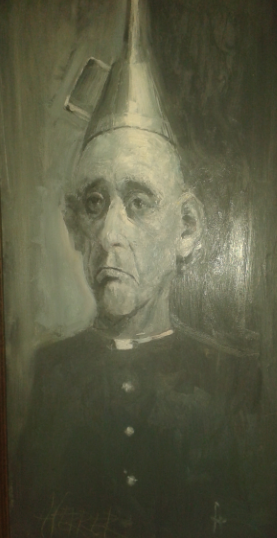
Oli sobre Fusta pintor Antoni Ferrer Carné
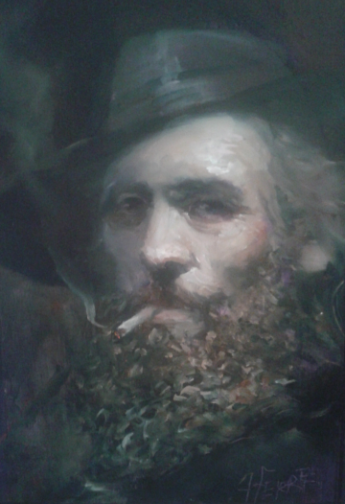
Oli sobre tela pintor Antoni Ferrer Carné

## Exposicions
Exposicions individuals:
- 1981: "Aigua", Caixa de Barcelona a Manresa.
- 1982: Caixa de Pensions de Manresa.
- 1983: Celler de Cal Nicolau, de Martorell. Sala de Cultura Sant Jordi, de Granollers. Concurs "Ynglada-Guillot", de Barcelona.
- 1985: Caixa de Pensions de Manresa. Sala Prado, de Sitges.
- 1986: Mayte Muñoz Galeria d'art, de Barcelona. Galeria Chelsea, de Manresa.
- 1987: Galeria Grifé&Escoda, de Madrid. Galeria Sergio Sánchez, de Manresa.
- 1988: Sala Garbí, de Calella.
- 1989: Sala Parés, de Barcelona.
- 1990: Galeria Jordi Boronat, de Barcelona.
- 1991: Galerias Costa, de Palma.
- 1992: Galeria Jordi Boronat, de Barcelona.
- 1994: "El món del silenci" a Fundació Caixa Manresa, a la sala Plana de l'Om, del 8 al 24 d'abril de 1994.
- Exposició individual a Xipell el gener del 2006.

Exposicions col·lectives: 
- 1983: Col·lectiva al Revés, de Manresa.
- 1985: Col·lectiva Chelsea, Manresa.
- 1986: Col·lectiva Chelsea, Manresa.[3]

## Premis
- 1r premi al V Concurs de Dibuix Banco de Vizcaya, de Barcelona, el 1982.
- 3r premi de dibuix XX Saló d'Art de Martorell, a Martorell el 1982.
- Finalista Premio Blanco y Negro, Madrid, el 1987.
- Finalista Bienal de Murcia, de Múrcia, el 1988.
- 1r premi al concurs nacional de dibuix Banco de Vizcaya.[4][1]